# کیرکویل (آیووا)
کیرکویل (به انگلیسی: Kirkville) شهری در ایالت آیووا کشور ایالات متحده آمریکا است که جمعیت آن در سرشماری سال ۲۰۱۰ میلادی، ۱۶۷ نفر بوده‌است.